# Kiselsinter

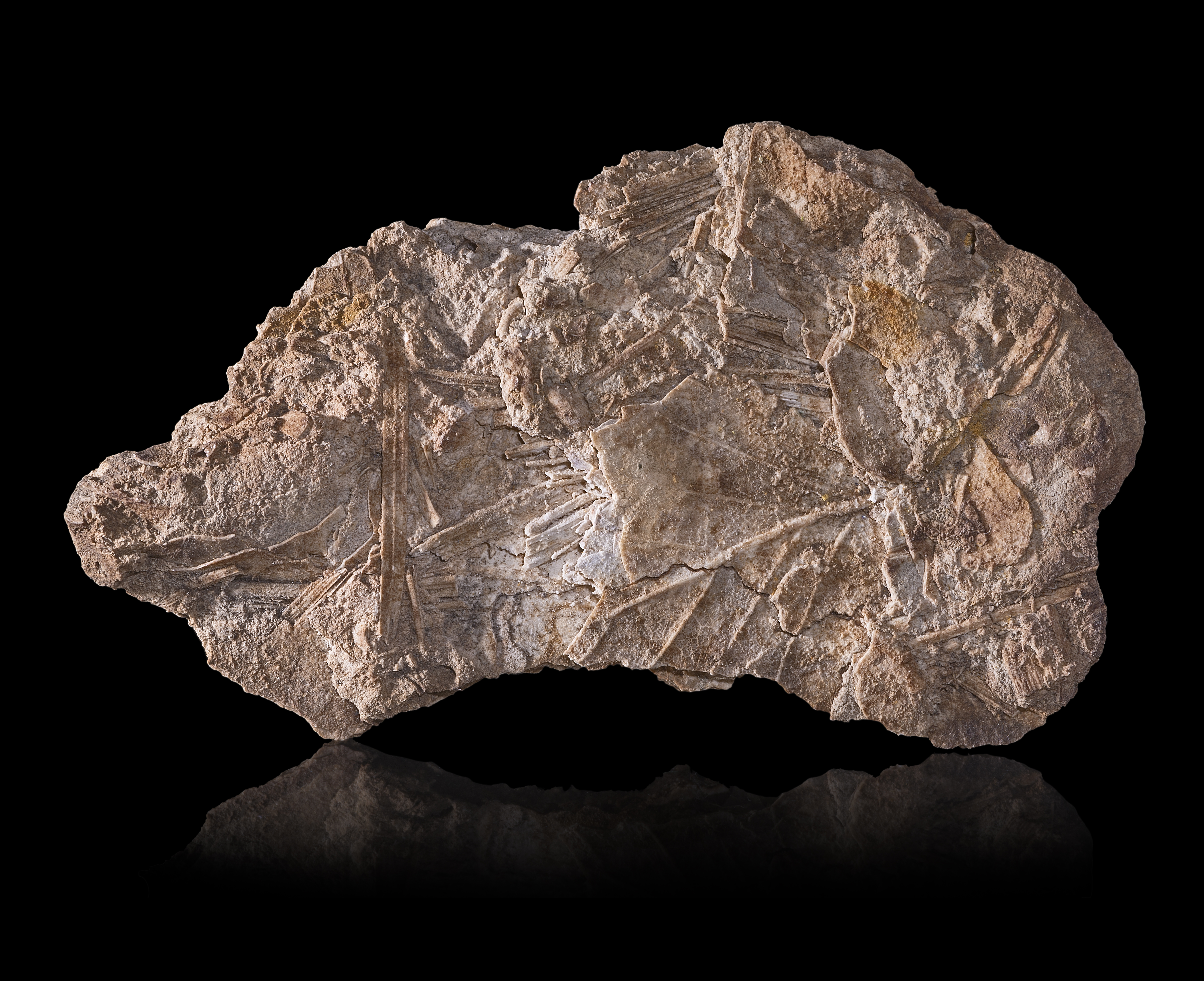
Kiselsinter

Kiselsinter kallas även gejserit eller geysirit och är en sedimentär bergart. Kiselsinter består av opal som bildas genom utfällning från heta lösningar rika på kisel. Det kan bildas i alla vulkaniska områden där heta vattenlösningar strömmar och är vanligt kring gejsrar. Bergarten är vit till röd, finkornig och porös.